# Stadsprijs Geraardsbergen 2016
De 85e editie van de Belgische wielerwedstrijd Stadsprijs Geraardsbergen werd verreden op 31 augustus 2016. De start en finish vonden plaats in Geraardsbergen. De winnaar was Mikhel Räim, gevolgd door Mike Teunissen en Nicolas Vereecken.

## Uitslag
| Stadsprijs Geraardsbergen 2016 |                    |                       |            |
| Plaats                         | Naam               | Ploeg                 | Tijd       |
| Winnaar                        | Mikhel Räim        | Cycling Academy Team  | 3u 35' 23" |
| 2                              | Mike Teunissen     | Team LottoNL-Jumbo    | z.t.       |
| 3                              | Nicolas Vereecken  | An Post-Chainreaction | z.t.       |
| 4                              | Pim Ligthart       | Lotto-Soudal          | z.t.       |
| 5                              | Jasper Stuyven     | Trek-Segafredo        | z.t.       |
| 6                              | Jérôme Baugnies    | Wanty-Groupe Gobert   | z.t.       |
| 7                              | Dimitri Peyskens   | Veranclassic-Ago      | z.t.       |
| 8                              | Peter Schulting    | Parkhotel Valkenburg  | z.t.       |
| 9                              | Sjoerd Kouwenhoven | Metec-TKH p/b Mantel  | z.t.       |
| 10                             | Mathew Zenovich    | Avanti Isowhey Sport  | z.t.       |

1912 · 1913 · 1914–1926 · 1927 · 1928–1932 · 1933 · 1934 · 1935 · 1936 · 1937 · 1938 · 1939 · 1940 · 1941 · 1942 · 1943 · 1944 · 1945 · 1946 · 1947 · 1948 · 1949 · 1950 · 1951 · 1952 · 1953 · 1954 · 1955 · 1956 · 1957 · 1958 · 1959 · 1960 · 1961 · 1962 · 1963 · 1964 · 1965 · 1966 · 1967 · 1968 · 1969 · 1970 · 1971 · 1972 · 1973 · 1974 · 1975 · 1976 · 1977 · 1978 · 1979 · 1980 · 1981 · 1982 · 1983 · 1984 · 1985 · 1986 · 1987 · 1988 · 1989 · 1990 · 1991 · 1992 · 1993 · 1994 · 1995 · 1996 · 1997 · 1998 · 1999 · 2000 · 2001 · 2002 · 2003 · 2004 · 2005 · 2006 · 2007 · 2008 · 2009 · 2010 · 2011 · 2012 · 2013 · 2014 · 2015 · 2016 · 2017 · 2018 · 2019 · 2020 · 2021 · 2022